# Lövgrunds kapell
Lövgrunds kapell är ett fiskekapell på ön Lövgrund i Gävlebukten. Det tillhör Gävle församling i Uppsala stift.
Kapellet nyttjades gemensamt av fiskarna på Lövgrund och Vitgrund.

## Kyrkobyggnaden
Kapellet uppfördes 1831 på initiativ av bland annat fiskaren Lars-Erik Löf. Byggnaden har en stomme av liggtimmer och består av ett långhus med rakt kor i öster. Ytterväggarna är klädda med vitmålad stående panel.
Strax väster om kapellet finns en fristående klockstapel. Kyrkklockan är gjuten 1864 av N.P. Lindberg i Sundsvall.

## Inventarier
På korväggen finns en oljemålning som är en kopia av Fredric Westins altartavla i Kungsholms kyrka. Tavlans motiv är Jesu uppståndelse. Kopian är målad av Axel Ludvig Wiberg och skänkt till kapellet 1859. Under oljemålningen finns en altarpredikstol. Framför predikstolen står altaret.